# 宮川 (福島県)
宮川（みやかわ）は、福島県に源流を持つ一級河川で、一級水系、阿賀野川水系に属する。鶴沼川とも呼ばれる。

## 概要
福島県会津地方の大滝山の北斜面を水源とし、同県大沼郡会津美里町、会津若松市、河沼郡会津坂下町を流れ、会津盆地内で扇状地を形成している。会津坂下町の宮古橋の南側付近で阿賀川に合流する。また、会津坂下町開津付近で旧宮川が分岐しており、同町中心部の東側などを経由して同町青津付近で阿賀川に合流している。支流として、濁川、二岐ダムの存在する佐賀瀬川、東尾岐川などがある。
本河川は、会津美里町を南北に縦貫した後、同町と会津若松市の境界線上を流れ、会津坂下町で阿賀川に合流している。また、旧宮川は会津坂下町の中心部東側を南北に縦断している。本河川に対しては1950年に始められ、2005年に概成に至る改修工事が行われていたほか、宮川ダム、1980年に着工され、2003年に供用が開始された新宮川ダムが存在している。加えて、本河川（旧宮川を含む）を複数の道路（磐越自動車道、国道49号、国道401号など）が横断しており、鶴沼橋などが架かる。また、東日本旅客鉄道只見線も会津本郷駅と会津高田駅の間で本河川を渡っている。
会津美里町内では、川岸に「宮川の千本桜」と呼ばれる桜並木がある区間が存在しており、春になるとソメイヨシノが花を付ける。この桜は1914年に発生した洪水の後に行われた築堤の際に植樹されたものである。また、鶴沼川の呼称については、かつて大川の流路であったことによるとされる。